# Next Man 3D
Trwa dyskusja nad usunięciem tego artykułu, kliknij i weź w niej udział.
Next Man 3D – pierwszy polski kanał telewizyjny w jakości 3DTV skierowany głównie do mężczyzn. W ofercie kanału znajdowały się relacje z wydarzeń sportowych oraz koncertów, wywiady, reportaże i poradniki.

## Historia
Kanał rozpoczął nadawanie 1 lipca 2011 roku. Wraz ze stacją zostały uruchomione 3 siostrzane kanały telewizyjne Next Barbie 3D, Next Young 3D oraz Next Music HD. Były to pierwsze na polskim rynku pełne kanały 3D.
Kanał nadawał ze studia spółki Astro S.A. w Warszawie, pierwszego na świecie wirtualnego studia 3D, opartego na systemie ORAD. W grudniu 2011 roku została uruchomiona wersja HDTV kanału. Decyzją nadawcy kanał w obydwu wersjach zakończył emisję we wrześniu 2014 roku.